# محمد مال الله (بازیکن فوتبال قطری)
محمد مال الله (انگلیسی: Mohammad Malallah؛ زادهٔ ۲۱ مارس ۱۹۸۴) یک بازیکن فوتبال اهل قطر است.